# ميغيل أنخيل (لاعب كرة قدم)
ميغيل أنخيل (بالإسبانية: Miguel Ángel Sainz-Maza)‏ هو لاعب كرة قدم إسباني في مركز نصف الجناح، ولد في 6 يناير 1993 في سانتونيا في إسبانيا. لعب مع نادي ريجينا ونادي فوجيا.

## وصلات خارجية
- ميغيل أنخيل (لاعب كرة قدم) على موقع قاعدة بيانات كرة القدم.إي يو (الإنجليزية)
- ميغيل أنخيل (لاعب كرة قدم) على موقع Soccerway.com (الإنجليزية)
- ميغيل أنخيل (لاعب كرة قدم) على موقع AS.com (الإسبانية)